# محكمة الاستئناف العسكرية (إسرائيل)

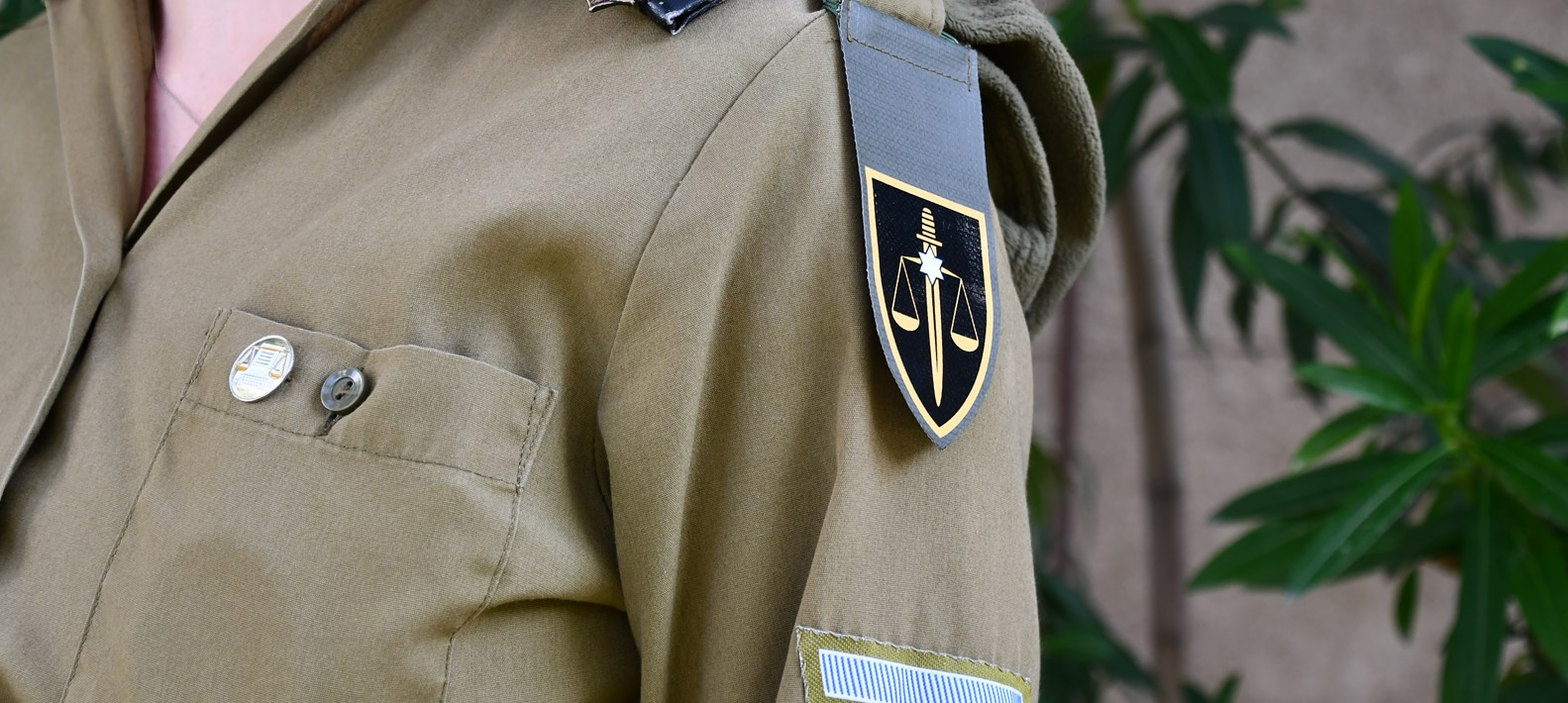

محكمة الاستئناف العسكرية الإسرائيلية هي المحكمة العسكرية العليا التابعة لجيش الدفاع الإسرائيلي، وتنظر في القضايا المقدمة من النائب العام العسكري وتحكم في الطعون التي تعارض القرارات التي تصدرها المحاكم العسكرية المحلية:
- المنطقة الوسطى والقوات الجوية
- هيئة الأركان العامة والقوات البحرية والجبهة الداخلية.
- مقر القيادة العامة للجيش والمنطقة الجنوبية
- المنطقة الشمالية

بالإضافة إلى ذلك ، فإن المحكمة تحكم على الاستئنافات أمام المحاكم العسكرية الخاصة:
- المحكمة العسكرية الخاصة.
- المحكمة العسكرية البحرية.
- المحاكم الميدانية (التي تعمل في أوقات الحرب).